# Cyornis olivaceus
El papamoscas dorsioliva (Cyornis olivaceus) es una especie de ave paseriforme de la familia Muscicapidae propia del sudeste asiático.

## Distribución y hábitat
El papamoscas  dorsioliva se encuentra en las selvas tropicales de tierras bajas de la península malaya, Sumatra, Java, el norte de Borneo, Bali e islas menores aledañas. Está amenazado por la pérdida de hábitat.